# ニック・キリオス
ニコラス・ヒルミー・"ニック"・キリオス（Nicholas Hilmy "Nick" Kyrgios, [ˈkɪriɒs], 1995年4月27日 - ）は、オーストラリア・キャンベラ出身の男子プロテニス選手。ATPランキング自己最高位はシングルス13位、ダブルス11位。これまでにATPツアーでシングルス7勝、ダブルス4勝を挙げている。身長193cm、体重85kg。右利き、バックハンド・ストロークは両手打ち。

## 生い立ち
自営業のペンキ職人であるギリシャ系オーストラリア人の父とコンピュータエンジニアのマレーシア人の母の元でオーストラリアキャンベラに生まれる。
7歳からテニスを始めるが、バスケットボールもプレーしており、どちらも素晴らしい才能があった。14歳のときにテニスに専念する。16歳のときにオーストラリア国立スポーツ研究所からの奨学金を得て、キャンベラからメルボルンにテニスの拠点を移す。

## 選手経歴

### ジュニア時代
15歳のときはジュニアの全豪オープンでは3回戦まで駒を進めた。17歳のときはジュニアのウィンブルドン選手権と全米オープンでベスト8入りをする。その後は世界中のトーナメントを巡り、成績を上げていった。2012年の年間最終ランキングは838位。

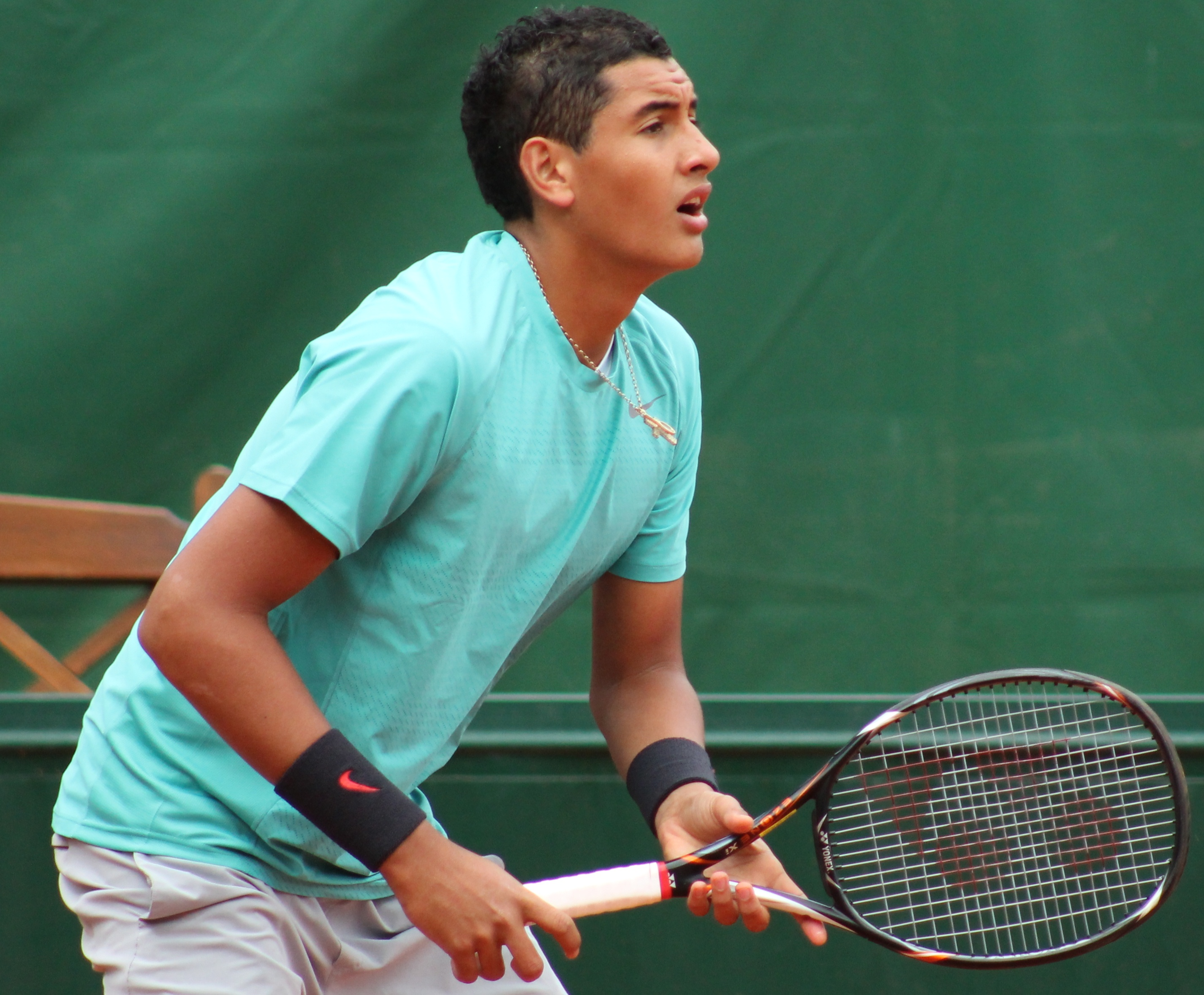
2013年全仏オープンでのニック・キリオス

### 2013年 プロ転向
2013年全豪オープンのジュニアシングルスでタナシ・コキナキスを決勝で7-6(4),6-3で破り、ジュニアグランドスラム優勝しプロに転向。2013年全仏オープンで4大大会に初出場し1回戦で、ラデク・ステパネクを7-6(4), 7-6(8), 7-6(11)で破り初勝利を挙げた。2回戦でマリン・チリッチに4-6, 2-6, 2-6で敗れた。
2013年ウィンブルドンのジュニアダブルスで、同じくオーストラリア出身のタナシ・コキナキスとペアを組みジュニアグランドスラム優勝を果たした。

### ジュニアグランドスラム
| 大会           | 2011 | 2012 | 2013 | W–L  |
| -------------- | ---- | ---- | ---- | ---- |
| 全豪オープン   | 3R   | 2R   | W    | 9–2  |
| 全仏オープン   | A    | 2R   | 2R   | 2–2  |
| ウィンブルドン | 1R   | QF   | 3R   | 5–3  |
| 全米オープン   | A    | QF   | A    | 3–1  |
| Win–Loss       | 2–2  | 11–5 | 9–2  | 22–9 |

### 2014年 ウィンブルドンベスト8

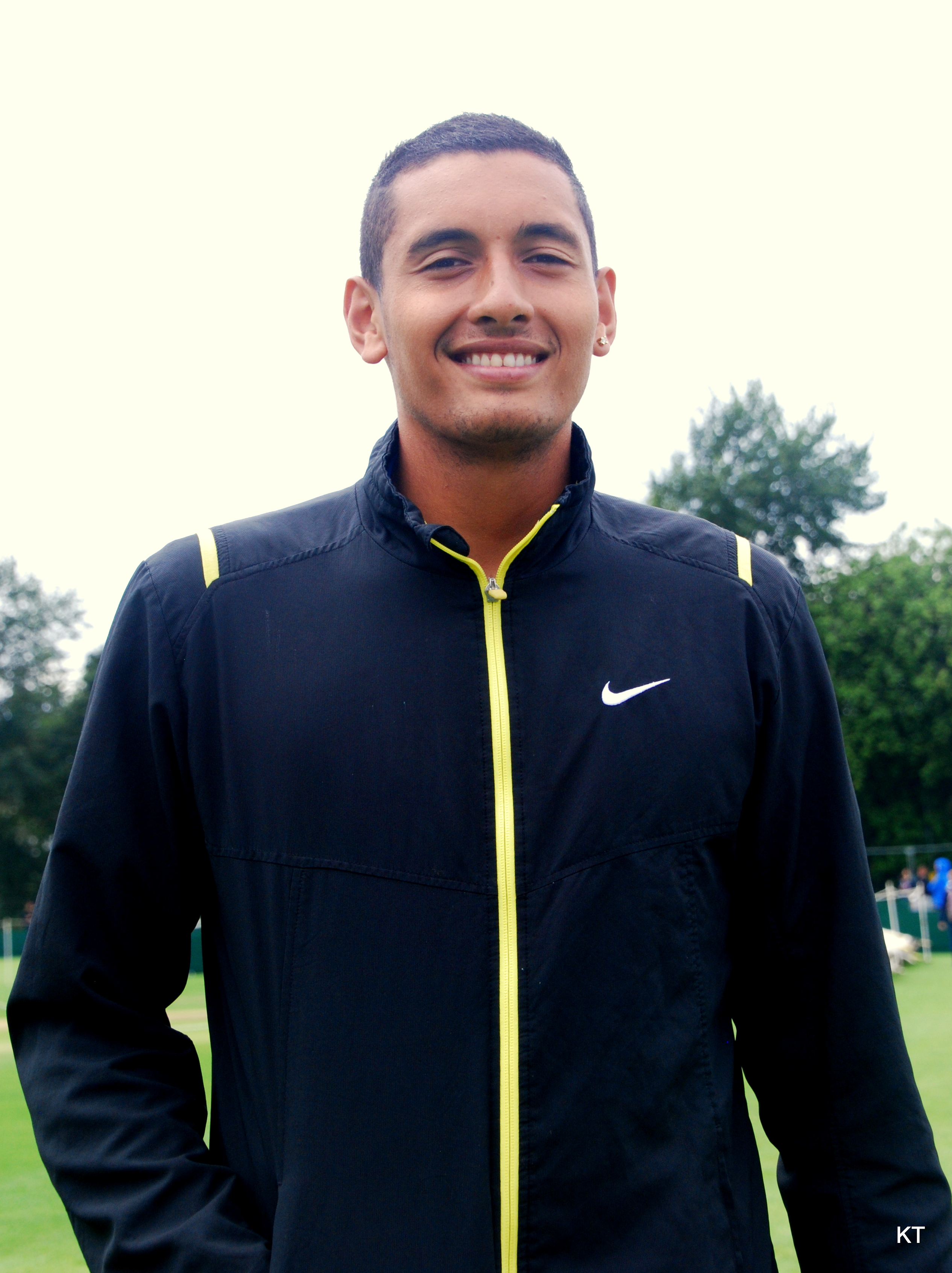
2014年ウィンブルドン選手権でのニック・キリオス

ウィンブルドン選手権では2回戦でリシャール・ガスケを3-6, 6-7(4), 6-4, 7-5, 10-8のフルセットで破る殊勲を挙げた。3回戦ではイジー・ベセリーを3-6, 6-3, 7-5, 6-2で破り、4回戦でラファエル・ナダルと対戦し7-6(5), 5-7, 7-6(5), 6-3で破りベスト8に進出し、144位のキリオスが1位のナダルを倒す大波乱を起こした。準々決勝ではミロシュ・ラオニッチに7-6(4), 2-6, 4-6, 6-7(4)で敗れた。

### 2015年 全豪ベスト8
全豪オープンで4回戦でアンドレアス・セッピを破り、地元勢では2005年以来のベスト8進出となった。4大大会男子シングルスのティーンエイジャーで、2回以上ベスト8進出したのは、2001年のロジャー・フェデラー以来となる。 準々決勝では第6シードのアンディ・マリーに3-6, 6-7, 3-6で敗れた。
5月のミレニアム・エストリル・オープンで、ツアー初の決勝進出を果たす。決勝でリシャール・ガスケに3-6, 2-6で敗れ、準優勝。翌週のマドリード・オープン2回戦で世界ランク2位のロジャー・フェデラーに6–7(2), 7–6(5), 7–6(12)で勝利しマスターズ1000初の3回戦進出を果たす。第29シードとして出場した全仏オープンでは3回戦で第3シードのアンディ・マリーに4-6, 2-6, 3-6で敗れた。ウィンブルドンでは3回戦で前年に準々決勝で敗れたミロシュ・ラオニッチに5-7, 7-5, 7-6(3), 6-3で勝利するも4回戦で前年に2回戦で勝利したリシャール・ガスケに5-7, 1-6, 7-6(7), 6-7(6)で敗れた。 

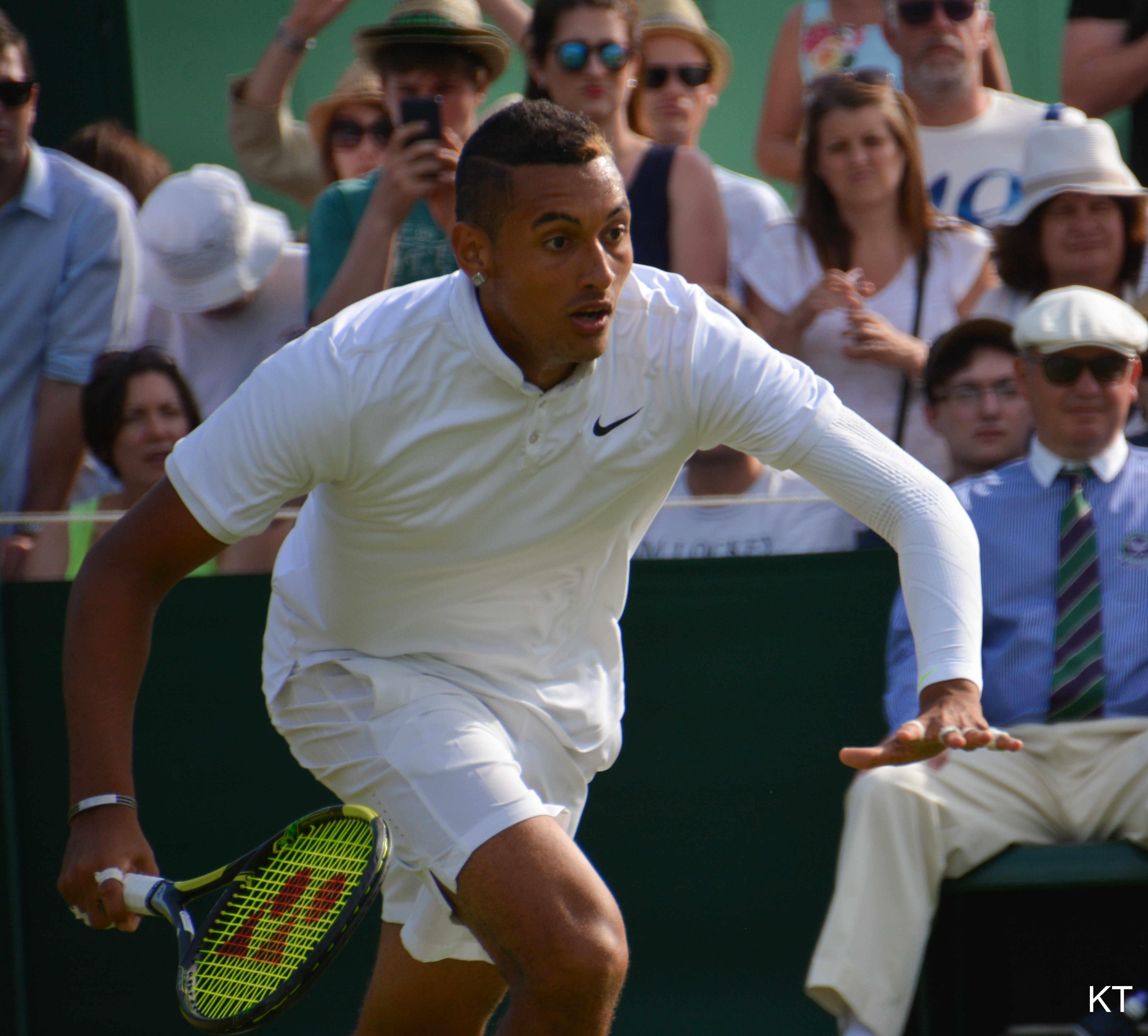
2015年ウィンブルドン選手権でのニック・キリオス

8月のロジャーズ・カップでは2回戦で第3シードで世界ランキング5位のスタン・ワウリンカに7-6(8), 3-6, 0-4の時点でワウリンカが途中棄権し勝利したが、この試合でワウリンカに対しワウリンカの交際相手に関する問題発言を犯し、ワウリンカのみならずジョコビッチなどからも非難が殺到した。これにより、キリオスはまず1万ドルの罰金を科せられ、その後6か月間の執行猶予つきの2万5000ドルの罰金と28日間の全てのATPツアーイベントの出場停止を科された。

### 2016年 ツアー初優勝
年初のホップマンカップにオーストラリア・グリーンの代表として出場。グループリーグのイギリス戦で世界ランキング2位のアンディ・マリーに勝利。決勝でウクライナのアレクサンドル・ドルゴポロフを破り優勝を決める。
全豪オープンは3回戦で世界ランキング6位のトマーシュ・ベルディハに3-6, 4-6, 6-1, 4-6で敗れた。2月のオープン13の準々決勝で世界ランク10位のリシャール・ガスケに6-0, 6-4で快勝。準決勝で世界ランク8位のトマーシュ・ベルディハに6-4, 6-2で勝利し、ツアー2度目の決勝進出を果たすと、決勝ではマリン・チリッチに6-2, 7-6(3)で勝利し、ツアー初優勝を飾った。20歳以下の選手がトップ10選手を連続で破るのは2009年の全米オープンで優勝したフアン・マルティン・デル・ポトロ以来の快挙となった。
3月のマイアミ・オープンではマスターズ1000初のベスト8進出を果たすと、準々決勝でミロシュ・ラオニッチに6-4, 7-6(4)で勝利し、ベスト4進出。準決勝で錦織圭と対戦し、3-6, 5-7で敗れた。大会後の世界ランキングで20位となり、トップ20入りを達成する。マドリード・オープンでは2回戦でスタン・ワウリンカを7-6(7), 7-6(2)で勝利すると準々決勝に進出。準々決勝で錦織圭と2時間38分の7-6(6), 6-7(1), 3-6の激戦の果て敗れた。BNLイタリア国際では3回戦でラファエル・ナダルに7-6(3), 2-6, 4-6で敗れた。5月16日付の世界ランキングで19位に浮上した。全仏オープンでは3回戦でリシャール・ガスケに2-6, 6-7(7), 2-6で敗れた。
ウィンブルドン選手権では第16シードとして出場。4回戦でアンディ・マリーに敗れた。8月のアトランタ・テニス選手権では決勝で4連覇をかけたジョン・イズナーに7–6(3), 7–6(4)で勝利し、ツアー2勝目を挙げた。大会後の世界ランキングで16位となった。全米オープンでは3回戦のイリヤ・マルチェンコ戦の第3セット終了時に棄権した。

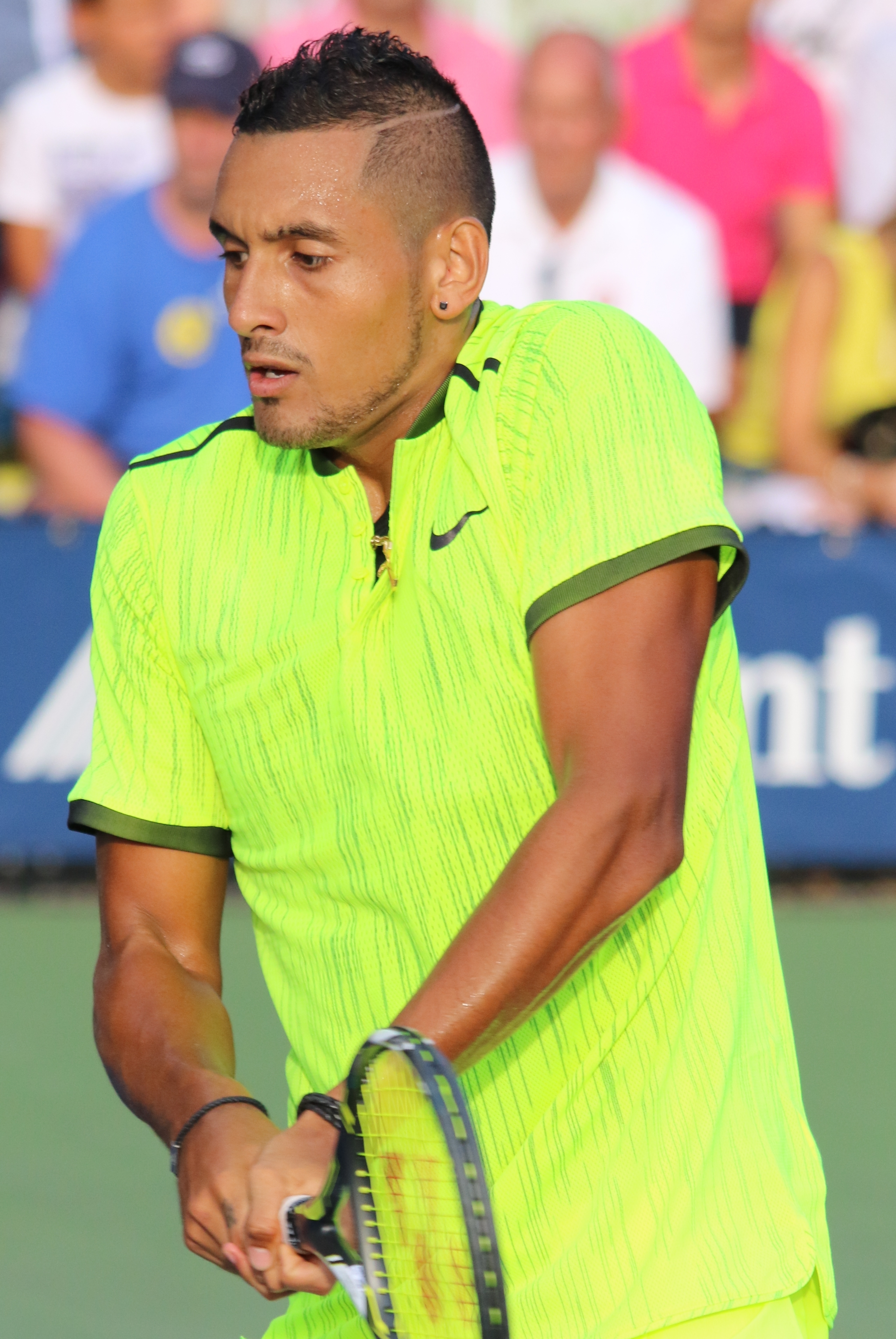
2016年全米オープンでのニック・キリオス

10月の楽天ジャパン・オープンでは準決勝で第2シードのガエル・モンフィスを破り決勝進出。決勝で第5シードのダビド・ゴファンを4-6, 6-3, 7-5で破り、ツアー3勝目を飾ると共に自身初の500シリーズタイトル獲得となった。しかし翌週の上海マスターズ2回戦のミーシャ・ズベレフ戦で、再三に渡って無気力なプレーを見せて敗退。この行為が問題視され、ATPから2017年全豪オープン前週までの8週間の出場停止（ただし矯正プログラムを受ければ3週間に軽減）と罰金2万5000ドルの処分を科せられ、事実上の2016年シーズン終了となった。年間最終ランキングは13位。

### 2017年 マスターズ準優勝
全豪オープンの2回戦でアンドレアス・セッピから2セット先取するも6-1, 7-6(1), 4-6, 2-6, 8-10のフルセットで敗れた。2月のオープン13では準決勝でジョー＝ウィルフリード・ツォンガに敗れたが、3月のメキシコ・オープンでは準々決勝で世界ランキング2位のノバク・ジョコビッチに7(9)-6, 7-5で勝利。準決勝ではサム・クエリーに6-3, 1-6, 5-7で敗れた。BNPパリバ・オープンでは3回戦でアレクサンダー・ズベレフを破り、4回戦で再びジョコビッチに6-4, 7-6(3)で勝利を収める。準々決勝のロジャー・フェデラー戦を前に病気を理由に棄権した。続くマイアミ・オープンでは準決勝でロジャー・フェデラーと対決するが、フルセットの末に惜敗。

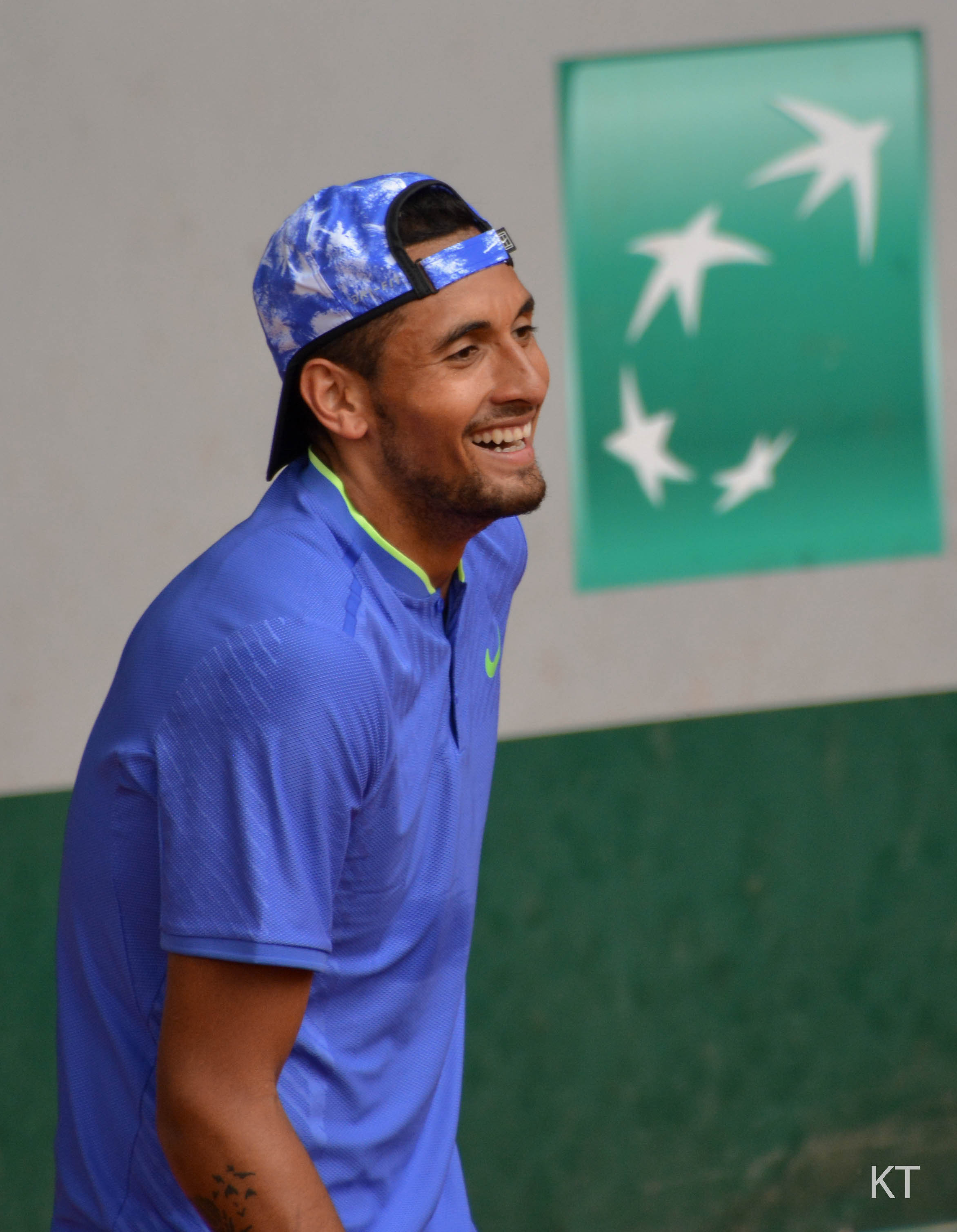
2017年全仏オープンでのニック・キリオス

5月のマドリード・オープンでは3回戦でラファエル・ナダルに敗れた。リヨン・オープンではニコラス・キッカーに初戦敗退。第18シードで迎えた全仏オープンでは1回戦でフィリップ・コールシュライバーをストレートで破り、2回戦ではケビン・アンダーソンに7-5, 4-6, 1-6, 2-6で敗退した。ダブルスでは同胞のジョーダン・トンプソンと組んで初の3回戦進出を果たした。第20シードで迎えにウィンブルドン選手権ではピエール＝ユーグ・エルベール戦で3-6, 4-6の2セット目を終えた時点で臀部の痛みにより、棄権を余儀なくされた。
8月のウエスタン・アンド・サザン・オープンでは準々決勝で第1シードのラファエル・ナダル、準決勝でダビド・フェレールに勝利し、ATPワールドツアー・マスターズ1000で自身初の決勝進出を果たす。決勝でグリゴール・ディミトロフに3-6, 5-7で敗れて準優勝となった。全米オープンでは第14シードとして出場して、ジョン・ミルマンに3-6, 6-1, 4-6, 1-6で初戦敗退に終わった。
チャイナ・オープンでは準決勝では世界ランキング3位アレクサンダー・ズベレフに勝利。しかし決勝でナダルに敗れて、準優勝。上海マスターズとヨーロピアン・オープンでは初戦敗退。今季はATPツアーでの優勝はなかったものの、マスターズ1000初の決勝進出。加えてBIG4の一角であるジョコビッチ、ナダルに勝利する等、成長も垣間見ることのできるシーズンとなった。年間最終ランキングは21位。

### 2018年 ツアー4勝目
年始のブリスベン国際では準決勝で世界ランク3位兼第1シードのグリゴール・ディミトロフを3-6, 6-1, 6-4で下す金星。決勝ではライアン・ハリソンに勝利しツアー4勝目で幸先の良いスタートを切る。
第17シードで迎えた全豪オープンでは4回戦で第3シードのディミトロフに敗れた。全仏オープンは欠場した。ウィンブルドン選手権では第15シードで出場。3回戦で第24シードの錦織圭にストレートで敗れた。全米オープンの2回戦のエルベール戦ではキリオスが第1セットを落とし、続く第2セットも0-3と劣勢を強いられると、審判が椅子から下りて「君を助けたい」と話しかけ、同選手に肩入れしたとして物議を醸した。3回戦でロジャー・フェデラーに敗れた。
上海マスターズの1回戦では104位のブラッドリー・クラーンに敗れて、試合中には態度を主審に「（問題になる）ぎりぎり」だと言われ、口論にも発展した。世界選抜としてレーバー・カップに2年連続で出場。クレムリン・カップの2回戦を途中棄権すると、膝の痛みを理由にシーズンを終了した。怪我や苛立ちからフィジカルやメンタル面で苦しんだ年であったであり、年間最終ランキングは35位。

### 2019年 ツアー6勝目
全豪オープンは1回戦でミロシュ・ラオニッチに敗れた。母国オーストラリアでのグランドスラムで1回戦敗退はこれが初めてであった。メキシコ・オープンではナダルなどの強敵たちを下して決勝に進むと、決勝でアレクサンダー・ズベレフを6-3, 6-4で破り、ツアー5勝目をあげた。
BNLイタリア国際の2回戦では観客のマナーに苛立ち、汚い言葉を吐きながらラケットをコートに叩きつけた。これにより、コードバイオレーションとゲームペナルティーを受けると、椅子をコートに投げ入れるなど問題行動を起こした揚げ句、試合中にコートから出て行ったため失格となった。結果、賞金及びポイントの没収と2万ユーロの罰金の処分を受けた。
全仏オープンは病気を理由に欠場。欠場の発表される数日前にSNSで「全仏オープンは最低だ」とつぶやく動画を投稿していた。

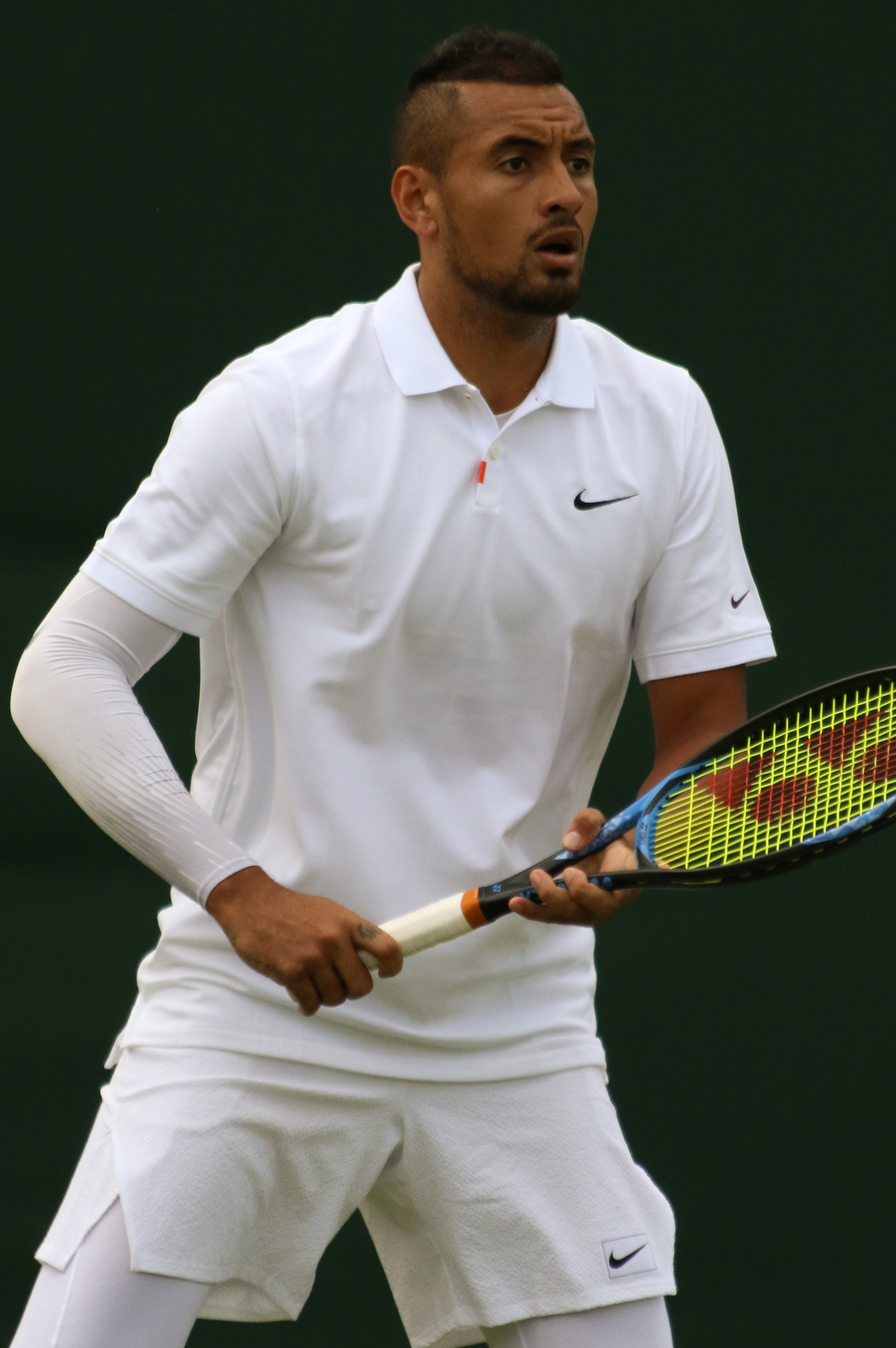
2019年ウィンブルドン選手権でのニック・キリオス

ウィンブルドン選手権では2回戦でラファエル・ナダルに敗れた。シティ・オープンでは準決勝でステファノス・シチパスを破り決勝進出。決勝ではダニール・メドベージェフに7-6(6), 7-6(4)で勝利して優勝を果たし、シングルスツアー6勝目となった。
全米オープンでは3回戦まで進出したがアンドレイ・ルブレフに敗れた。その後は世界選抜としてレーバーカップに出場。ATPツアー・500シリーズで2勝を挙げたことにより、一時期70位台まで下降したランキングを上げ、年間最終ランキングは30位。

### 2020年 ATP杯ベスト4 ツアー離脱
オーストラリア代表として出場したATPカップではステファノス・シチパスを下すなどシングルで活躍し、チームはベスト4入りした。
全豪オープンは第23シードとして出場。3回戦ではカレン・ハチャノフを6-2,7-6(5),6-7(8),6-7(9),7-6(8)の激戦で4回戦進出。この試合は4時間26分にも及び、キリオス自身のキャリアで最長の激戦だった。4回戦ではラファエル・ナダルに敗れた。この時のオーストリアでは広範囲に及ぶ山火事が起きており、キリオスは慈善活動の一環として今大会でサービスエース一本につき205ドルを自身で寄付していた。また山火事による寄付金を集めることにも全面的に協力し、母国を支援していた。全豪オープンの練習には1月26日にヘリコプター墜落事故で他界した元NBA選手コービー・ブライアントに敬意を表して、コービーの現役時代の背番号「8」のジャージを着用して練習した。
その後は昨年優勝したメキシコ・オープンに出場するが手首の故障により、初戦のウゴ・アンベール戦を3-6の時点で棄権した。3月から新型コロナウイルス感染症の世界的流行の影響によりツアーが中断して、キリオス自体はコロナ禍を危惧して、自粛や感染防止のための注意をSNSで呼びかけていた。そのためツアーには全く参加せず、全米オープンと全仏オープンも欠場。年間最終ランキングは45位。

### 2021年 ツアー復帰 トップ50圏外

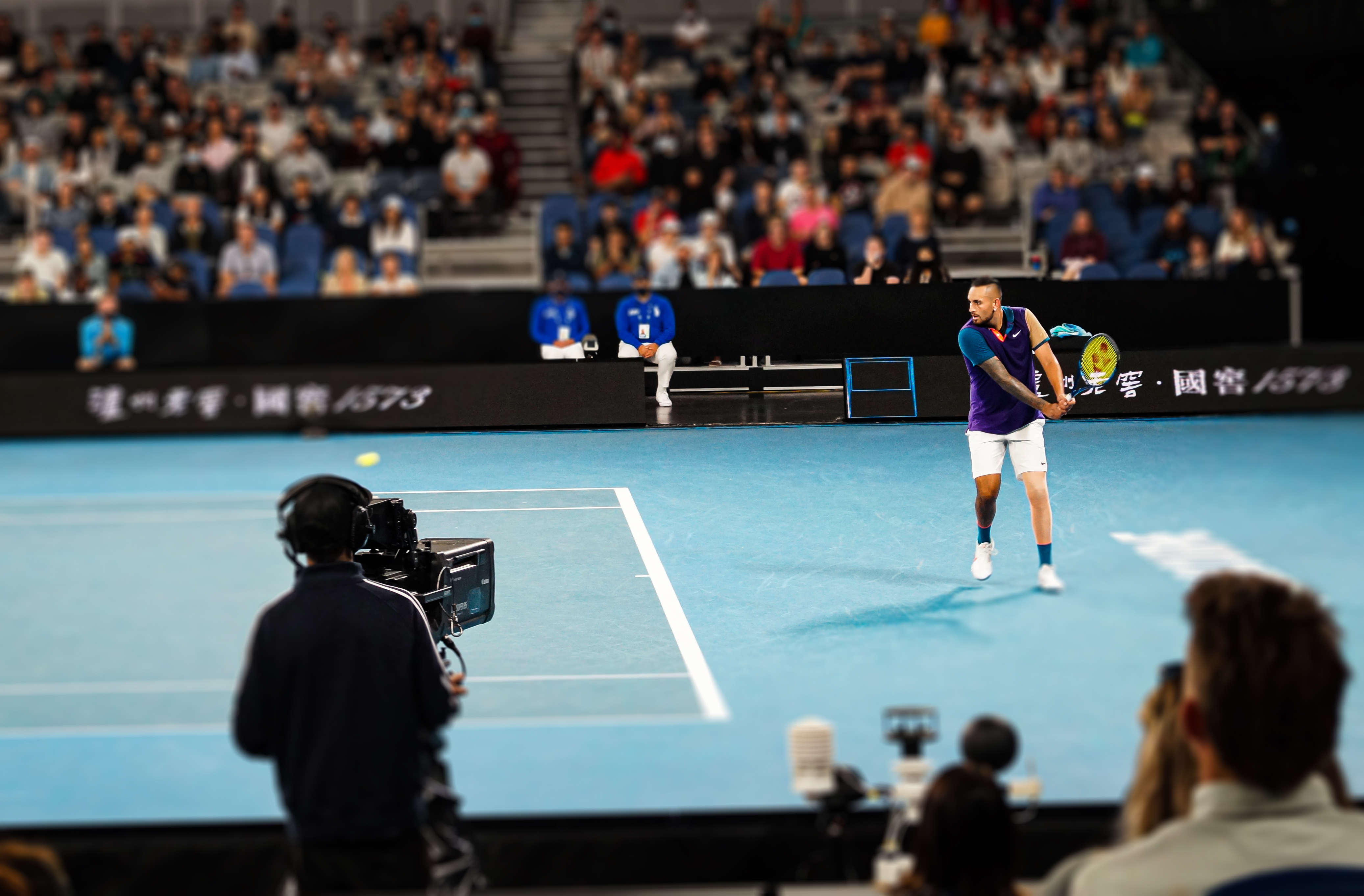
2021年全豪オープンでのニック・キリオス

全豪オープンは3回戦で前年準優勝のドミニク・ティームに2セットを先取するも6-4, 6-4, 3-6, 4-6, 4-6の逆転で敗れた。その後は約4ヶ月離脱したのち、2年ぶりに開催されたウィンブルドン選手権に出場。1回戦で第21シードのウゴ・アンベールをフルセットで下し、2回戦もストレートで勝ち上がったが、3回戦のフェリックス・オジェ＝アリアシム戦では6-2, 1-6の2セット目を終了した時点で、腹部の故障で途中棄権。
東京オリンピックにはオーストラリア代表として出場予定だったが、オリンピックが無観客で開催されることを理由に大会出場を辞退した。全米オープンでは1回戦で第18シードのロベルト・バウティスタ・アグートにストレートで敗れた。2年ぶりに開催されたレーバーカップには世界選抜として出場。シングルスとダブルス両方とも出場したが、どちらも敗退に終わった。大会後に左膝の負傷のためシーズン終了を明かした。年間最終ランキングは93位まで下がった。

### 2022年 全豪ダブルス初優勝 ウィンブルドン準優勝 全米ベスト8
全豪オープンでは2回戦で第2シードのダニール・メドベージェフに6-7(1), 4-6, 6-4, 2-6で敗れたが、ダブルスでは同郷のタナシ・コキナキスと組んで出場。主審に抗議する、ラケットをたたき壊すなどの問題行動を起こしながらも、第1シード、第15シード、第6シードに勝つ番狂わせを起こしベスト4入り。準決勝でも第3シードのオラシオ・セバジョス/マルセル・グラノリェルス組をストレートで破り、決勝進出。決勝ではマシュー・エブデン/マックス・パーセル組との大会41年ぶりのオージー対決を7-5, 6-4で制し、1997年以来25年ぶりのオーストラリア人ペアによる優勝を果たした。
BNPパリバ・オープンでは2017年以来のベスト8入り。準々決勝ではラファエル・ナダルに6-7(0), 7-5, 4-6で敗れた。マイアミ・オープンではアンドレイ・ルブレフやファビオ・フォニーニを破るも、4回戦でシナーに6-7(3), 3-6で敗れた。
全米男子クレーコート選手権ではベスト4入り。準決勝でライリー・オペルカに3-6, 5-7のストレートで敗退。全仏オープンを含む他のクレー大会は欠場した。グラスシーズン、ボス・オープンでベスト4入り。準決勝で2018年以来の対戦となったアンディ・マリーに6-7(5), 2-6で敗れた。テラ・ヴォートマン・オープンでもベスト4入り。マヨルカ・オープンは2回戦を前に腹部を負傷、ウィンブルドン選手権に向けてリスクを負いたくないとし、棄権した。
ウィンブルドン選手権では1回戦で当時世界219位のポール・ジュブにフルセットで勝利。2回戦では第26シードのフィリプ・クライノビッチを6-2, 6-3, 6-1のストレートで破る。3回戦で第4シードのステファノス・チチパスに6-7(2), 6-4, 6-3, 7-6(7)で勝利を収めた。4回戦はブランドン・ナカシマをフルセットの末に破り、2014年以来の大会ベスト8入りを決めた。準々決勝ではクリスチャン・ガリンを6-4, 6-3, 7-6(5)のストレートで下す。準決勝を前にラファエル・ナダルが棄権したことにより、グランドスラム初の決勝進出を果たした。決勝では大会3連覇中のノバク・ジョコビッチ相手に1セット先取するも逆転を許し、6-4, 3-6, 4-6, 6-7(3)で敗れ、準優勝に終わった。
アトランタ・オープンではシングルスは膝の負傷で棄権したが、ダブルスではコキナキスとペアを組み、決勝でのジェイソン・クブラー/ジョン・ピアース組に7-6(4), 7-5で勝利し、ダブルス今季2勝目を果たした。その後のシティ・オープンでは単複ともに決勝進出。シングルスでは西岡良仁を6-4, 6-3で、ダブルスではジャック・ソックと組み、イワン・ドディグ/オースティン・クライチェク組を7-5, 6-4で破り、単複優勝（シングルス7勝目、ダブルス4勝目）を成し遂げた。

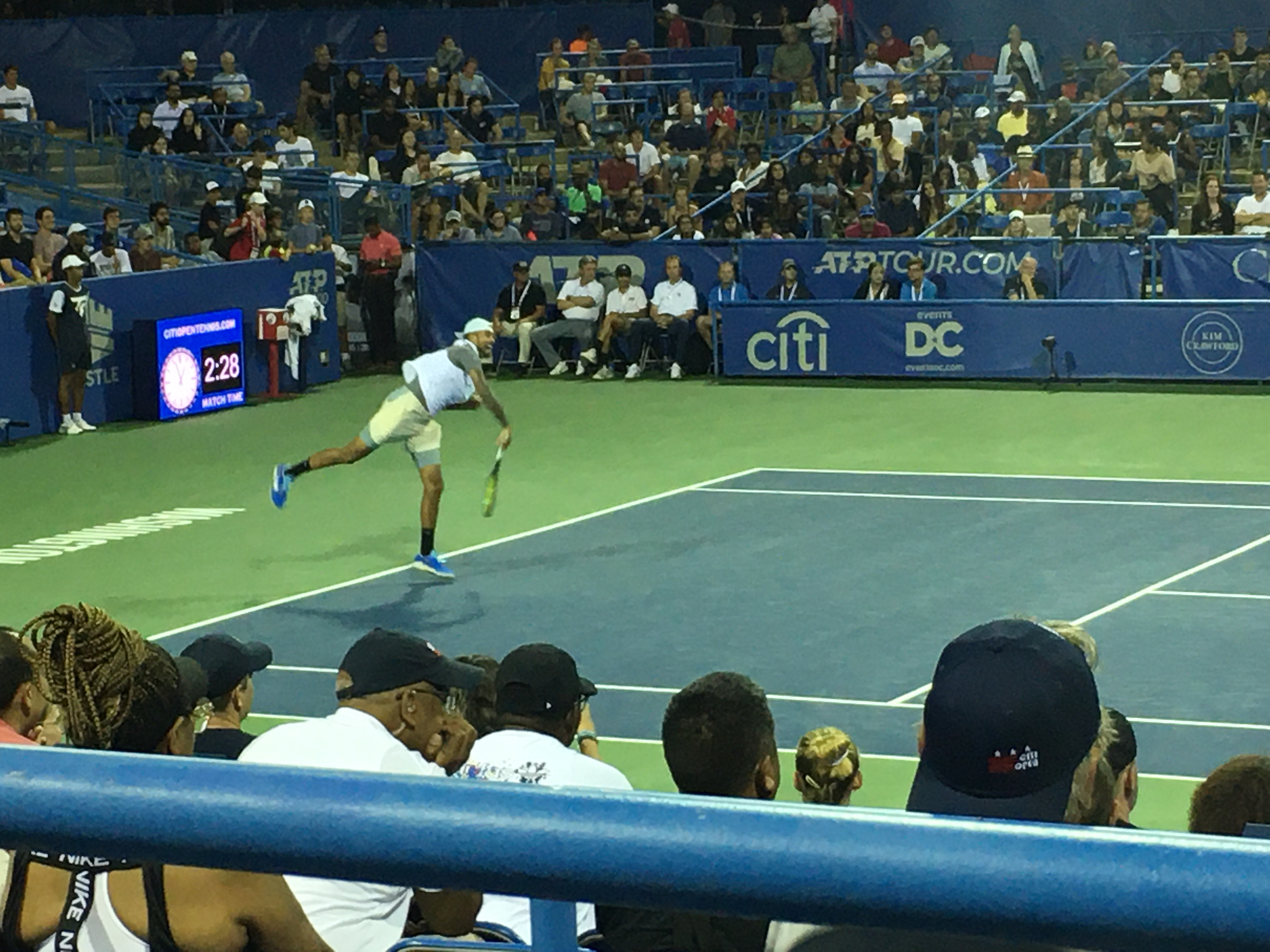
2022年ムバダラ・シティDCオープンでのニック・キリオス

ナショナル・バンク・オープンのシングルスの2回戦では第1シードのダニール・メドベージェフを6-7(1), 6-4, 6-2の逆転勝ちを果たし、ベスト8入り。準々決勝でホベルト・ホルカシュに6-7(4), 7-6(5), 1-6で敗れた。ウエスタン・アンド・サザン・オープンでは2回戦でテイラー・フリッツに3-6, 2-6で敗れた。第23シードとして迎えた全米オープンでは1回戦でダブルスのペアとして出場しているコキナキスに6-3, 6-4, 7-6(4)のストレートで勝利。2回戦ではバンジャマン・ボンジを7-6(3), 6-4, 4-6, 6-4で破り、大会4度目の3回戦進出。そして3回戦でJ・J・ウルフを6-4, 6-2, 6-3のストレートで下し、初の4回戦進出。4回戦では前年覇者で第1シードのメドベージェフを7-6(11), 3-6, 6-3, 6-2で退けて、初のベスト8入りも、準々決勝では第27シードのカレン・ハチャノフに5-7, 6-4, 5-7, 7-6(3), 4-6のフルセットの接戦の末に敗れて、大会初のベスト4入りを逃した。
2022年ATPファイナルズダブルスでは全豪オープンダブルス初優勝したことで初出場を果たし、ラウンドロビン敗退。今季はツアーシングルス7勝目、ダブルス4勝目を挙げて、全豪オープンダブルス初優勝。ウィンブルドン選手権準優勝。全米オープンでベスト8入り。グランドスラムとダブルスにおいて好成績を残すなど復帰を印象付ける一年となった。年間最終ランキングはシングルス22位。ダブルス13位。

### 2023-2024年 怪我による長期離脱
1月、今季開幕戦となっていたユナイテッド・カップにはオーストラリア代表として出場予定だったが、膝の負傷により欠場。さらに全豪オープンには第19シードとして出場予定だったが負傷の回復が間に合わず棄権を発表した。6月のシュトゥットガルト・オープンにて今季初の公式戦復帰をするも、1回戦で吴易昺に5-7, 3-6のストレートで初戦敗退。2024年には手首の怪我により、公式戦に出場することはなかったが、1年半ぶりに2025年のブリスベン国際にプロテクト・ランキングを活用して出場することを発表し、来季復帰の意向を示した。

### 2025年 再復帰
1月、ブリスベン国際ではノバク・ジョコビッチとペアを組み、ダブルスに出場。1回戦でアレクサンダー・エルラー/アンドレアス・ミース組を6-4, 6-7(4), 10-8の熱戦を制して、初戦突破を果たした。
2回戦では第1シードのニコラ・メクティッチ/マイケル・ヴィーナス組に2-6, 6-3, 8-10で惜敗した。シングルスではジョヴァニ・ンペシ・ペリカールとのビックサーバー対決の末、6-7(2), 7-6(4), 6-7(3)の熱戦で初戦敗退。

## 選手としての特徴
10代で2度のグランドスラムである全豪オープンとウィンブルドン選手権でベスト8入り。2016年に20歳でツアー初優勝と早くから結果を残し、将来を嘱望されている。しかし、気性が荒くて試合中に審判に暴言を吐く、観客にラケットを投げつけるなど粗暴な振る舞いが目立ち、前述のスタン・ワウリンカに対する問題発言など対戦相手とも度々トラブルを起こしている。ただし、キリオス本人はその評価について「全く違う」として、自身をテニス界の悪童だとは思っていないと語っている。
オーストラリアテニス協会とはバーナード・トミックと並び問題視されていることで、関係がこじれている。2016年には同国五輪委員会から態度を改めるよう「不当な攻撃」を受けたため、リオ五輪には出場しないと発表した。
2019年8月14日に行われたウエスタン・アンド・サザン・オープン男子シングルス2回戦では試合中に主審に激高して一方的にトイレ休憩を取り、コートを離れてラケット2本を壊すなど、依然として精神面での不安定さを見せた。さらに2022年3月のBNPパリバ・オープン、同月末に行われたマイアミ・オープンでは同じ主審との間で激しく口論、暴言を吐いたため3万5000ドルの罰金が科せられた。
2022年のウィンブルドン選手権前には元世界王者のアンディ・ロディックがキリオスを『キリオスはウインブルドンで優勝する可能性がある』と称賛した（実際にはキリオスは決勝まで駒を進めた）。
キリオスは2019年ごろ自傷行為をしたり、ドラッグを乱用していた時期もあったが、そこから回復したと自身のInstagramで明かしている。家族との時間を増やし、婚約者コスティーン・ハッツィや家族の支えを糧に自分のペースで一年を通し数少ない大会に全力を尽くしている。
ノバク・ジョコビッチと仲が悪かったが、2022年ジョコビッチがオーストラリアから入国拒否されると、擁護する素振りを見せウィンブルドン前では一緒に練習したり、インスタグラムのストーリーでは決勝後のディナーの約束をするほどの仲を見せた。また、試合終了の際にはキリオスは満面の笑みを浮かべた。

## プレースタイル
ノバク・ジョコビッチが苦手とするサーバーを誰かという話をアンディ・マリーとのインスタライブでするとジョン・イズナーとキリオスの名を同時に出すほど、キリオスのサーブを苦手とする選手も多く、最速だと230km/h近くのサーブを持つビックサーバーである。また、強烈なフォアハンドを待ち合わせ、タッチセンスも優れている。リターンではロジャー・フェデラーのSABR（セイバー）のようなプレーを魅せたり、錦織圭のエアケイのようなジャンプショットを打つ。時にはビックサーブからの強打やボレー、相手の速球をカウンターショットで決めたり、ドロップショットやアンダーサーブなどのトリッキーなプレーをしたり「予測不能の変幻自在なテニス」を得意とする。
フォアハンドはスイングスピードが非常に速く、回転数の多いトップスピンと超高速のフラットを打ち分けることができ、バックハンドはコンパクトなテイクバックからプレイスメントをする。サーブはクイックモーションから振り下してサービスエースを量産する。
キリオス自身はロジャー・フェデラーのファンであり、試合中でもフェデラーの真似をしたサーブとフォアハンド、片手バックハンドを打つこともある。
好きなサーフェスはハードとグラスコートであり、地元で開催されるハードの全豪オープンやグラスのウィンブルドン選手権を楽しみにしている。シングルスでは2022年ウィンブルドン選手権で準優勝、ダブルスでは2022年全豪オープンで優勝を果たしている。
苦手なサーフェスはクレーで、「最悪」と批評しており、 全仏オープンを2017年を最後に出場していないが、婚約者がパリを見たいと言ったため、2023年には6年振りに復帰すると明かしたが、結果的には自身の膝の怪我を理由に欠場した。
ATPマスターズ1000のモンテカルロ・マスターズとパリ・マスターズは毎年欠場している。
ラケットはヨネックス、シューズとウェアはナイキを使用している。

## 記録
※オープン化以降
10代でグランドスラム準々決勝に複数回進出
他にボリス・ベッカー、ビヨン・ボルグ、マッツ・ビランデル、パット・キャッシュ、ステファン・エドベリ、ゴラン・イワニセビッチ、マイケル・チャン、アンドレ・アガシ、アンドレイ・メドベデフ、ロジャー・フェデラー、ジョン・マッケンロー、ビジャイ・アムリトラジが記録。
10代で世界ランキング1位に勝利
他にマッツ・ビランデル、ボリス・ベッカー、ステファン・エドベリ、マイケル・チャン、マーク・フィリプーシス、ラファエル・ナダルが記録。

## 主要大会決勝

### グランドスラム

#### シングルス: 1 (1準優勝)
| 結果   | 年     | 大会           | サーフェス | 対戦相手             | スコア                  |
| ------ | ------ | -------------- | ---------- | -------------------- | ----------------------- |
| 準優勝 | 2022年 | ウィンブルドン | 芝         | ノバク・ジョコビッチ | 6-4, 3-6, 4-6, 6-7(3-7) |

#### ダブルス: 1 (1タイトル)
| 結果 | 年     | 大会         | サーフェス | パートナー           | 対戦相手                              | スコア   |
| ---- | ------ | ------------ | ---------- | -------------------- | ------------------------------------- | -------- |
| 優勝 | 2022年 | 全豪オープン | ハード     | タナシ・コッキナキス | マシュー・エブデン マックス・パーセル | 7-5, 6-4 |

### ATPツアー・マスターズ1000

#### シングルス: 1 (1準優勝)
| 結果   | 年     | 大会         | サーフェス | 対戦相手                 | スコア   |
| ------ | ------ | ------------ | ---------- | ------------------------ | -------- |
| 準優勝 | 2017年 | シンシナティ | ハード     | グリゴール・ディミトロフ | 3-6, 5-7 |

## ATPツアー決勝進出結果

### シングルス: 11回 (7勝4敗)
| 大会カテゴリ                    |
| グランドスラム (0–1)            |
| ATPファイナルズ (0–0)           |
| ATPツアー・マスターズ1000 (0–1) |
| ATPツアー500 (4–1)              |
| ATPツアー250 (3–1)              |

| サーフェス別タイトル |
| ハード (7–2)         |
| クレー (0–1)         |
| 芝 (0–1)             |

| 結果   | No. | 決勝日        | 大会           | サーフェス    | 対戦相手                 | スコア                  |
| ------ | --- | ------------- | -------------- | ------------- | ------------------------ | ----------------------- |
| 準優勝 | 1.  | 2015年5月3日  | エストリル     | クレー        | リシャール・ガスケ       | 3-6, 2-6                |
| 優勝   | 1.  | 2016年2月21日 | マルセイユ     | ハード (室内) | マリン・チリッチ         | 6-2, 7-6(7-3)           |
| 優勝   | 2.  | 2016年8月7日  | アトランタ     | ハード        | ジョン・イスナー         | 7-6(7-3), 7-6(7-4)      |
| 優勝   | 3.  | 2016年10月9日 | 東京           | ハード        | ダビド・ゴファン         | 4-6, 6-3, 7-5           |
| 準優勝 | 2.  | 2017年8月20日 | シンシナティ   | ハード        | グリゴール・ディミトロフ | 3-6, 5-7                |
| 準優勝 | 3.  | 2017年10月8日 | 北京           | ハード        | ラファエル・ナダル       | 2-6, 1-6                |
| 優勝   | 4.  | 2018年1月7日  | ブリスベン     | ハード        | ライアン・ハリソン       | 6-4, 6-2                |
| 優勝   | 5.  | 2019年3月2日  | アカプルコ     | ハード        | アレクサンダー・ズベレフ | 6-3, 6-4                |
| 優勝   | 6.  | 2019年8月4日  | ワシントンD.C. | ハード        | ダニール・メドベージェフ | 7-6(8-6), 7-6(7-4)      |
| 準優勝 | 4.  | 2022年7月10日 | ウィンブルドン | 芝            | ノバク・ジョコビッチ     | 6-4, 3-6, 4-6, 6-7(3-7) |
| 優勝   | 7.  | 2022年8月7日  | ワシントンD.C. | ハード        | 西岡良仁                 | 6-4, 6-3                |

### ダブルス: 4回 (4勝0敗)
| 大会カテゴリ                    |
| グランドスラム (1–0)            |
| ATPファイナルズ (0–0)           |
| ATPツアー・マスターズ1000 (0–0) |
| ATPツアー500 (1–0)              |
| ATPツアー250 (2–0)              |

| サーフェス別タイトル |
| ハード (3–0)         |
| クレー (1–0)         |
| グラス (0–0)         |

| 結果 | No. | 決勝日        | 大会           | サーフェス | パートナー           | 対戦相手                                    | スコア           |
| ---- | --- | ------------- | -------------- | ---------- | -------------------- | ------------------------------------------- | ---------------- |
| 優勝 | 1.  | 2018年5月26日 | リヨン         | クレー     | ジャック・ソック     | ロマン・ジェバリー マトウィ・ミドルクープ   | 7-5, 2-6, [11-9] |
| 優勝 | 2.  | 2022年1月29日 | 全豪オープン   | ハード     | タナシ・コッキナキス | マシュー・エブデン マックス・パーセル       | 7-5, 6-4         |
| 優勝 | 3.  | 2022年7月31日 | アトランタ     | ハード     | タナシ・コッキナキス | ジェイソン・クブラー ジョン・ピアース       | 7-6(7-4), 7-5    |
| 優勝 | 4.  | 2022年8月7日  | ワシントンD.C. | ハード     | ジャック・ソック     | イワン・ドディグ オースティン・クライチェク | 7-5, 6-4         |

## 国別対抗戦

### ホップマンカップ: 1 (1タイトル)
| 結果 | No. | 決勝日       | 大会             | サーフェス | パートナー         | 対戦相手                                        | スコア |
| ---- | --- | ------------ | ---------------- | ---------- | ------------------ | ----------------------------------------------- | ------ |
| 優勝 | 1.  | 2016年1月9日 | ホップマンカップ | ハード     | ダリア・ガブリロワ | エリナ・スビトリナ アレクサンドル・ドルゴポロフ | 2-0    |

## シングルス成績
略語の説明
| W | F | SF | QF | #R | RR | Q# | LQ | A | Z# | PO | G | S | B | NMS | P | NH |

W=優勝, F=準優勝, SF=ベスト4, QF=ベスト8, #R=#回戦敗退, RR=ラウンドロビン敗退, Q#=予選#回戦敗退, LQ=予選敗退, A=大会不参加, Z#=デビスカップ/BJKカップ地域ゾーン, PO=デビスカップ/BJKカッププレーオフ, G=オリンピック金メダル, S=オリンピック銀メダル, B=オリンピック銅メダル, NMS=マスターズシリーズから降格, P=開催延期, NH=開催なし.

### グランドスラム大会
| 大会           | 2012 | 2013 | 2014 | 2015 | 2016 | 2017 | 2018 | 2019 | 2020 | 2021 | 2022 | 2023 | 2024 | 2025 | 通算成績 |
| -------------- | ---- | ---- | ---- | ---- | ---- | ---- | ---- | ---- | ---- | ---- | ---- | ---- | ---- | ---- | -------- |
| 全豪オープン   | Q1   | Q1   | 2R   | QF   | 3R   | 2R   | 4R   | 1R   | 4R   | 3R   | 2R   | A    | A    | 1R   | 17–10    |
| 全仏オープン   | A    | 2R   | 1R   | 3R   | 3R   | 2R   | A    | A    | A    | A    | A    | A    | A    | A    | 5–5      |
| ウィンブルドン | A    | A    | QF   | 4R   | 4R   | 1R   | 3R   | 2R   | NH   | 3R   | F    | A    | A    |      | 20–8     |
| 全米オープン   | A    | 1R   | 3R   | 1R   | 3R   | 1R   | 3R   | 3R   | A    | 1R   | QF   | A    | A    |      | 12–9     |

※: 2015年全仏2回戦と2022年ウィンブルドン準決勝の不戦勝は通算成績に含まない

### 大会最高成績
| 大会                 | 成績 | 年         |
| -------------------- | ---- | ---------- |
| ATPファイナルズ      | A    | 出場なし   |
| インディアンウェルズ | QF   | 2017, 2022 |
| マイアミ             | SF   | 2016, 2017 |
| モンテカルロ         | A    | 出場なし   |
| マドリード           | QF   | 2016       |
| ローマ               | 2R   | 2016       |
| カナダ               | QF   | 2022       |
| シンシナティ         | F    | 2017       |
| 上海                 | 2R   | 2015, 2016 |
| パリ                 | A    | 出場なし   |
| オリンピック         | A    | 出場なし   |
| デビスカップ         | SF   | 2015, 2017 |
| ATPカップ            | SF   | 2020       |

## ダブルス成績
略語の説明
| W | F | SF | QF | #R | RR | Q# | LQ | A | Z# | PO | G | S | B | NMS | P | NH |

W=優勝, F=準優勝, SF=ベスト4, QF=ベスト8, #R=#回戦敗退, RR=ラウンドロビン敗退, Q#=予選#回戦敗退, LQ=予選敗退, A=大会不参加, Z#=デビスカップ/BJKカップ地域ゾーン, PO=デビスカップ/BJKカッププレーオフ, G=オリンピック金メダル, S=オリンピック銀メダル, B=オリンピック銅メダル, NMS=マスターズシリーズから降格, P=開催延期, NH=開催なし.

### ダブルス

#### グランドスラム大会
| 大会           | 2012 | 2013 | 2014 | 2015 | 2016 | 2017 | 2018 | 2019 | 2020 | 2021 | 2022 | 2023 | 2024 | 2025 | 通算成績 |
| -------------- | ---- | ---- | ---- | ---- | ---- | ---- | ---- | ---- | ---- | ---- | ---- | ---- | ---- | ---- | -------- |
| 全豪オープン   | A    | 1R   | A    | 1R   | 1R   | A    | 2R   | 1R   | A    | 2R   | W    | A    | A    | 1R   | 8–6      |
| 全仏オープン   | A    | A    | A    | 1R   | 1R   | 3R   | A    | A    | A    | A    | A    | A    | A    | A    | 2–3      |
| ウィンブルドン | A    | A    | A    | A    | A    | A    | A    | A    | NH   | A    | A    | A    | A    |      | 0–0      |
| 全米オープン   | A    | A    | 1R   | A    | 3R   | 2R   | A    | 2R   | A    | A    | 3R   | A    | A    |      | 6–3      |

※: 2016年全米3回戦と2018年全豪2回戦と2019年全米3回戦の不戦敗は通算成績に含まない

#### 大会最高成績
| 大会                 | 成績 | 年         |
| -------------------- | ---- | ---------- |
| ATPファイナルズ      | RR   | 2022       |
| インディアンウェルズ | QF   | 2017       |
| マイアミ             | SF   | 2022       |
| モンテカルロ         | A    | 出場なし   |
| マドリード           | SF   | 2017       |
| ローマ               | SF   | 2015       |
| カナダ               | 2R   | 2016       |
| シンシナティ         | 2R   | 2022       |
| 上海                 | 2R   | 2015, 2017 |
| パリ                 | A    | 出場なし   |
| オリンピック         | A    | 出場なし   |
| デビスカップ         | SF   | 2015, 2017 |
| ATPカップ            | SF   | 2020       |

## 人物
2023年、OnlyFansに参加。2025年からはOnlyFansの番組でポルノ女優のレイチェル・スターズと司会を務めた。

### 訴訟
2021年1月にガールフレンドのキアラ・パッサリ(Chiara Passari)と口論になり、車で走り去ろうとするキリオスを止めようとしたパッサリを歩道に押しやったとされている。パッサリは翌2月に警察に相談したものの告訴は行わず、後に二人は和解したもの結局は別れ、同年12月に正式に告訴。これを受けキリオスはオーストラリアの首都キャンベラの地方裁判所に召喚されたもの出廷の義務はなく、ジャパン・オープン・テニス選手権出場のため日本を訪問している間に行われた公判では担当弁護士が代理で出席し、キリオスに対するメンタルヘルスの評価が行われている間の裁判の停止を主張し、公判日は2023年2月3日に決まった。キリオス側は訴え取り下げを要求する姿勢を見せていたが却下され、予定通り2023年2月3日に行われた公判に出廷したキリオスは暴行容疑を認めた、弁護士は有罪判決を回避する戦術に出ていると報じられている。判事は、キリオスの行為は不適切だったとしながらも、暴力は計画的ではなく、緊張した状況で自分を解放しようとした若者による「愚行の一つ」だったと判断し、訴えを棄却した。